# 臧底河城之战
臧底河城之战是西夏与北宋的一次战役。发生在1117年二月。
1117年（夏崇宗雍宁四年、宋徽宗重和元年）二月，宋徽宗派龙神卫四厢都指挥使、知渭州种师道调集陕西、河东七路大军十万，攻打臧底河城（今陕西省志丹县北），计划十天攻克。夏军固守，宋军连攻八天，没有攻克。种师道严肃军纪，斩杀懈怠者，军势大振。安边巡检杨震率领勇士登城，击杀数百夏军，宋军蜂拥而至，夏军溃败，宋朝攻克臧底河城。